# Metriocnemus calvescens
Metriocnemus calvescens är en tvåvingeart som beskrevs av Ole Anton Saether 1995. Metriocnemus calvescens ingår i släktet Metriocnemus och familjen fjädermyggor.
Artens utbredningsområde är Qinghai (Kina). Inga underarter finns listade i Catalogue of Life.